# Église Notre-Dame-de-Toute-Joie de Grigny
L’église Notre-Dame-de-Toute-Joie est une église édifiée en 1973, située à Grigny, en Essonne. Cette église de confession catholique dépend du diocèse d'Evry-Corbeil-Essonnes et est placée sous la responsabilité du Père Ghislain NTSIBA, fils de la charité.

## Localisation
L'église Notre-Dame-de-Toute-Joie est située Avenue des Sablons, au cœur des cités du quartier de Grigny II, classé prioritaire.

## Architecture
L’église mesure environ 30 m de haut. Elle est construite selon un plan centré circulaire, dessiné par l’architecte Claude Balick, qui utilise principalement le béton brut,.
La façade est dotée d’un porche et encadrée de deux tours. 
La charpente remarquable lambrissée est en bois lamellé-collé et se termine en pointe conique au clocher,.
Les vitraux qui représentent des scènes du rosaire ont été exécutés par le maître-verrier Henri Guérin et posés en 1980,,.

## Rénovation
De février à avril 2017, l’église a bénéficié de travaux de rénovation (pour un montant de 129 000 €) au niveau de ses façades dégradées pour éviter les chutes dangereuses de morceaux de béton,.

## Ouverture au public
Des offices sont habituellement célébrés les jeudi soir et dimanche matin.